# Pandémie de Covid-19 en Outaouais
Cet article relate la pandémie de Covid-19 dans la région administrative de l'Outaouais.
Le 25 octobre 2020, plus de 80 étudiants internationaux sont appréhendés à Chelsea lors d'une fête, alors que la région est en zone rouge.
À la fin décembre 2020, devant la montée des éclosions dans les CHSLD de la région, plusieurs opérations et autres activités cliniques sont reportées afin de libérer du personnel pour aller prêter main-forte.
Le 21 avril 2021, sa fille Françoise écrit que Benoît Pelletier est gravement malade du covid-19 à l’Hôpital de Hull.

## Paliers d'alerte
| Années             | 2020  | 2020   | 2020   | 2020   | 2021   | 2021      | 2021   | 2021    | 2021    |
| Date de changement | 8 sep | 20 sep | 11 oct | 17 déc | 8 mars | 1er avril | 31 mai | 14 juin | 28 juin |
| ------------------ | ----- | ------ | ------ | ------ | ------ | --------- | ------ | ------- | ------- |
| Palier             |       |        |        |        |        |           |        |         |         |

- Mesures particulières
- Vigilance
- Préalerte
- Préalerte avec exceptions pour certains territoires
- Alerte
- Alerte avec exceptions pour certains territoires
- Alerte maximale